# Sancha Aznárez
Sancha Aznárez navarrai királyné, születésének pontos éve és helye nem ismert. Aznar Sánchez (Larraun ura) és Onneca Fortúnez pamplonai királyi hercegnő leányaként jött világra. A szülők 880 körül keltek egybe.

## Élete
Anyai nagyszülők: Íñiguez Fortún Garcés, Pamplona királya és felesége, egy Oria nevű asszony.
Féltestvérei (anyja előző házasságából):
- Mohamed ibn Abd Allah, őt saját öccse, al-Mutarrif gyilkolta meg 891. január 28-án (apjuk jóváhagyásával), ám előtte még feleségül vett egy Muzna nevű baszk vagy francia származású nőt. Gyermekük, a későbbi III. Abd ar-Rahman emír csak három héttel apja halála után jött világra.
- al-Mutarrif, akit még ugyanabban az évben végeztek ki összeesküvésért, amelyben ő is megölte saját bátyját, Mohamedet.
- Aban
- al-Asi, őt 921-ben végezték ki, szintén összeesküvés vádjával.

Édestestvérei:
- Sancho, akiről csupán annyit tudni, hogy korán elhunyt.
- Toda (885 körül – 958. október 15.), aki I. Sancho navarrai király hitvese lett, kinek hat örököst szült, öt leány (Oneca, Sancha, Urraca, Velasquita és Orbita) után a várva várt trónörököst, Garcíát.

Sancha a nővére férjének öccséhez, Jimenóhoz ment nőül, aki 925. december 11-től 931. május 29-ig mint régens, a gyámja lett néhai bátyja, I. Sancho körülbelül 6 éves fiának, a kiskorú királynak, Garcíának. Mivel férjétől nem született gyermeke, ezért Jimeno után a Navarrai Királyság koronája unokaöccse, a csupán 12 esztendős García fejére került 931-ben. A gyermekkirály nagykorúságáig anyja, az özvegy Toda anyakirályné volt az ország régense.